# Condado de Machakos
El condado de Machakos es un condado de Kenia.
Se sitúa en el sur del país, al este de Nairobi, y su capital es Machakos. La población total del condado es de 1 098 584 habitantes según el censo de 2009. Se extiende en un área de 6208 km². Se encuentra circundado, en sentido horario y empezando por el norte, por los condados de Embu, Kitui, Makueni, Kajiado, Nairobi, Kiambu y Muranga.